# Dracula: Resurrection
Dracula: Resurrection (česky Dracula: Zmrtvýchvstání) je videoherní grafická adventura z roku 1999 vyvinutá francouzskou společností Index+ (nyní Microids) na Microsoft Windows a PlayStation. Hra se odehrává v roce 1904 v Transylvánii a navazuje na román Drákula od Brama Stokera. Roku 2002 vyšla hra s českým dabingem.

## Hratelnost
Dracula: Resurrection je grafická adventura z pohledu první osoby, pohyb hráče je omezen na přeskakování mezi statickými panoramatickými obrazovkami, ve kterých se může hráč rozhlížet kolem sebe ve 360 stupních. Kurzorem ve středu obrazovky se prochází herním světem, sbírají se a používají předměty a komunikuje s postavami. 

## Příběh
Hra začíná líčením závěrečné scény původního románu Brama Stokera v rumunském pohoří roku 1897, upíří hrabě Drákula je zabit a manželce Jonathana Harkera, Mině, se zahojí jeho kousnutí. Sedm let po smrti hraběte Drákuly je však Mina záhadně přitahována zpět do Transylvánie, kam sama odjede. Jonathan tam následně odcestuje ve snaze ji zachránit. Hráč převezme roli Jonathana a snaží se dostat do Drákulovo hradu, kde zjišťuje že je hrabě naživu.

## Přijetí
Hra byla hodnocena českými servery Bonusweb.cz 75 % a Adventurista.cz 70 %. Deset měsíců po vydání byla také recenzovaná v časopise Level, zde již jako zastaralá získala hodnocení 40 %.

## Pokračování
Hra má čtyři pokračování, Dracula 2: The Last Sanctuary, Dracula 3: The Path of the Dragon, Dracula 4: The Shadow of the Dragon a Dracula 5: The Blood Legacy. Druhý díl v příběhu navazuje na předešlý a Jonathan Harker pronásleduje Drákulu do jeho residence Carfax u Londýna. V třetím díle je roku 1920 otec Arno Moriani vyslaný do vesnice Vladoviste v Transylvánii, aby prošetřil kandidáta na svatost, lékařku a vědkyni Marthu Calugarulovou, která zemřela před několika měsíci. Ve čtvrtém díle se roku 1991 potopí loď na cestě z Anglie do MET s drahocennou sbírkou obrazů profesora Vambery, pracovnice muzea Ellen Crossová poté nalézá jeden z obrazů neponičený v Budapešti, případ ji dále zavede do anglického města Whitby, kde u hrobky profesora Vambery objeví bustu hraběte Drákuly. Pátý díl navazuje na předešlý, Ellen Crossová pokračuje ve svém pátrání v New Yorku a Istanbulu. První dva díly vydala v roce 2002 firma CD Projekt v českém dabingu jako: Dracula: Zmrtvýchvstání a Dracula 2: Poslední útočiště. K ostatním třem dílům vznikly neoficiální české titulky.